# Graham Parker's Christmas Cracker
 (janvier 2024).
Si vous disposez d'ouvrages ou d'articles de référence ou si vous connaissez des sites web de qualité traitant du thème abordé ici, merci de compléter l'article en donnant les références utiles à sa vérifiabilité et en les liant à la section « Notes et références ».
Albums de Graham Parker
Burning Questions
(1992) 12 Haunted Episodes
(1995)
Graham Parker's Christmas Cracker est un EP de Graham Parker sorti en 1994 sur le label Dakota Arts Records.

## Liste des pistes
| No | Titre                        | Auteur        | Durée |
| -- | ---------------------------- | ------------- | ----- |
| 1. | Christmas Is for Mugs        | Graham Parker |       |
| 2. | New Year's Revolution        | Parker        |       |
| 3. | Soul Christmas               | Parker        |       |
| 4. | Christmas Is for Mugs (Demo) | Parker        |       |
| 5. | New Year's Revolution (Demo) | Parker        |       |
| 6. | Soul Christmas (Demo)        | Parker        |       |